# Верхнее Турово
Верхнее Турово — село в Нижнедевицком районе Воронежской области России.
Административный центр Верхнетуровского сельского поселения.

## География
Село располагается по обоим берегам реки Колотушка.
В 13 километрах на северо-запад находится село Нижнедевицк — центр Нижнедевицкого района, в 32 километрах на восток располагается город Воронеж — центр Воронежской области.
Улицы
| - ул. Антипова - ул. Атапина - ул. Вишнёвая - ул. Заречная - ул. Зелёная - ул. Кирова - ул. Космонавтов - ул. Мира - ул. Молодёжная | - ул. Новоселовская - ул. Октябрьская - ул. Первомайская - ул. Победы - ул. Садовая - ул. Солнечная - ул. Холмистая - ул. Центральная - ул. Школьная |

## История
В 1859 году село входило в Нижнедевицкий уезд Воронежской губернии, было две ярмарки, училище и православная церковь.
В 1880 году — в Туровскую волость Нижнедевицкого уезда Воронежской губернии, было волостное правление, православная церковь, школа, почтовая станция, 16 лавок, 45 ветряных мельниц, 3 постоялых двора, 3 ярмарки в год.

## Население
| 1859  | 1897  | 1939  | 1959  | 2010  | 2012  | 2013  | 2014  | 2015  |
| ----- | ----- | ----- | ----- | ----- | ----- | ----- | ----- | ----- |
| 6863  | ↗9148 | ↘5674 | ↘5168 | ↘1459 | ↘1434 | ↘1418 | ↘1403 | ↘1377 |
| 2016  | 2017  | 2018  |       |       |       |       |       |       |
| ↘1364 | ↘1363 | ↗1384 |       |       |       |       |       |       |

## Достопримечательности
- Церковь Николая Чудотворца

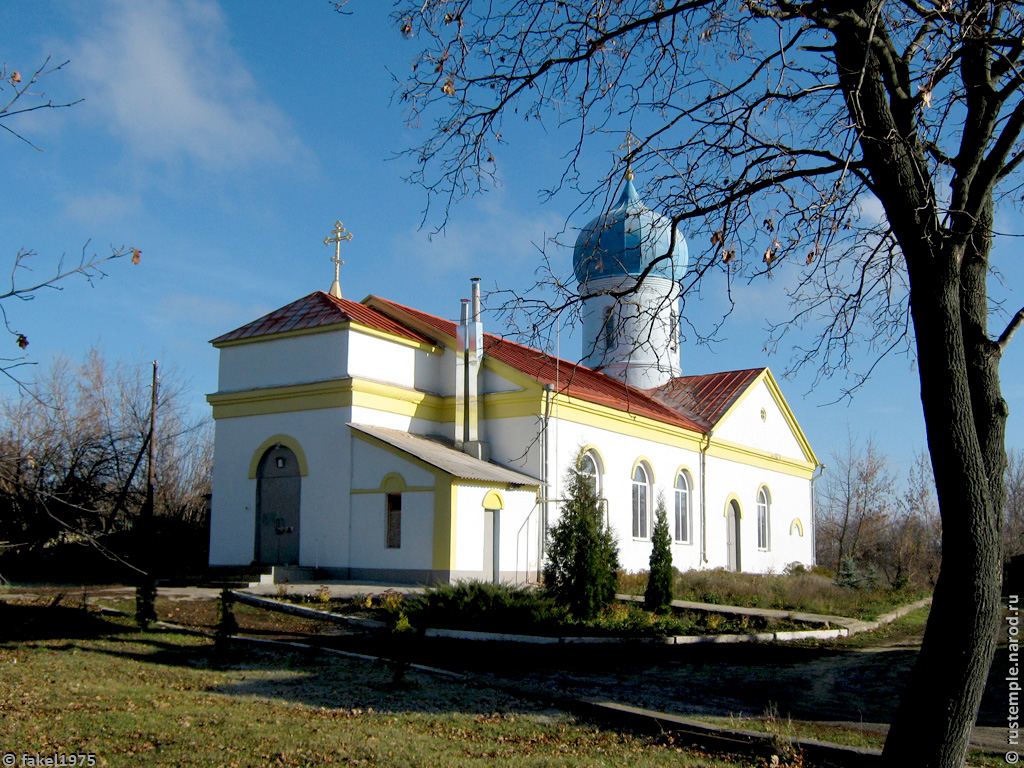
Церковь Николая Чудотворца

- Святой источник Казанской иконы Божией Матери с купелью[15]
- Мемориал жителям, погибшим во время Великой Отечественной войны

## Известные уроженцы
- Борисов Василий Иванович (род 1939) — советский и российский учёный в области радиотехники и электроники, академик РАН[16].
- Борисов Иван Иванович (1936—2020) — советский и российский философ, педагог, доктор философских наук, профессор, ректор Воронежского университета, Почетный работник высшего профессионального образования России, действительный член Академии гуманитарных наук[17].
- Козлов Михаил Данилович (1915—1991) — Герой Советского Союза, советский военачальник, Военный лётчик 1-го класса, участник Великой Отечественной войны, генерал-майор авиации[18].
- Новичихин Евгений Григорьевич (род. 1939) — русский писатель, кинодраматург, член Союза писателей СССР, член Союза кинематографистов России, Заслуженный работник культуры Российской Федерации[19].
- Шматов Максим Васильевич (1914—1984) — Герой Советского Союза, участник Великой Отечественной войны, заместитель командира батальона 305-го гвардейского стрелкового полка 108-й гвардейской стрелковой дивизии 46-й армии 2-го Украинского фронта[20].

## Транспорт
Через село проходит автомобильная дорога Р298 (E 38).
В 1,5 километрах к северо-западу на участке «Воронеж — Касторная» находится станция Курбатово Юго-Восточной железной дороги.